# Maria Kotulska
Maria Kotulska, ps. Szosa (ur. 1 sierpnia 1896 r. w Tarnowie, zm. 12 lutego 1943 r. w Jodłówce Tuchowskiej) – nauczycielka i kierowniczka szkoły powszechnej w Jodłówce Tuchowskiej. Działaczka społeczna, inicjatorka budowy domu gminnego i szkoły, założycielka kółka rolniczego, organizatorka kursów gospodarstwa domowego dla kobiet.
W konspiracji działała od grudnia 1939 r. Była łączniczką i kolporterką prasy w obwodzie ZWZ-AK Tarnów. Organizowała tajne nauczanie. Została zastrzelona w obecności dzieci na schodach szkoły przez funkcjonariuszy gestapo z Tarnowa, którzy przyjechali po jej męża Bronisława, również nauczyciela, szefa batalionu „Barbara” 16. pułku piechoty AK.